# کارلا خیمنز
کارلا خیمنز (انگلیسی: Carla Jimenez؛ زادهٔ ۱۴ مهٔ ۱۹۷۴) بازیگر تلویزیون و بازیگر سینما اهل ایالات متحده آمریکا است. وی از سال ۲۰۰۲ میلادی تاکنون مشغول فعالیت بوده‌است. وی دارای تبار مکزیکی و کاستاریکایی می‌باشد.
از فیلم‌ها یا برنامه‌های تلویزیونی که وی در آن نقش داشته‌است می‌توان به قانون شجاعت، ناچوی قهرمان اشاره کرد.